# Spirostreptus abstemius
Spirostreptus abstemius är en mångfotingart som beskrevs av Karsch 1881. Spirostreptus abstemius ingår i släktet Spirostreptus och familjen Spirostreptidae. Inga underarter finns listade i Catalogue of Life.